# Милутиновац
Милутиновац је насеље у Србији у општини Кладово у Борском округу. Према попису из 2022. у насељу је било 104 становника (према попису из 2011. било је 143 становника, према попису из 2002. било је 186 становника). Стари назив насеља је Брлога.

## Демографија
Према последњем попису из 2022. године у Милутиновцу је живело 104 становника што је за 39 мање у односу на 2011. када је на попису било 143 становника. У насељу живи 97 пунолетних становника, а просечна старост становништва износи 53,29 година (53,36 код мушкараца и 53,21 код жена).
Према подацима пописа из 2022. у насељу има 43 домаћинства, а просечан број чланова по домаћинству је 2,42. а према истом попису у насељу има 129 стамбених јединица од којих је 44 насељених.
Ово насеље је великим делом насељено Србима (према попису из 2002. године), а у последња три пописа, примећен је пад у броју становника.
|  |

| Демографија | Демографија | Демографија |
| Година      | Становника  | Становника  |
| ----------- | ----------- | ----------- |
| 1948.       | 253         |             |
| 1953.       | 299         |             |
| 1961.       | 304         |             |
| 1971.       | 307         |             |
| 1981.       | 302         |             |
| 1991.       | 275         | 218         |
| 2002.       | 186         | 291         |
| 2011.       | 143         |             |
| 2022.       | 104         |             |

| Етнички састав према попису из 2002.‍ | Етнички састав према попису из 2002.‍ | Етнички састав према попису из 2002.‍ | Етнички састав према попису из 2002.‍ | Етнички састав према попису из 2002.‍ |
| ------------------------------------ | ------------------------------------ | ------------------------------------ | ------------------------------------ | ------------------------------------ |
|                                      |                                      |                                      |                                      |                                      |
| Срби                                 | Срби                                 |                                      | 176                                  | 94,62%                               |
| Румуни                               | Румуни                               |                                      | 3                                    | 1,61%                                |
| непознато                            | непознато                            |                                      | 0                                    | 0,0%                                 |

| Година пописа     | 1948. | 1953. | 1961. | 1971. | 1981. | 1991. | 2002. |
| ----------------- | ----- | ----- | ----- | ----- | ----- | ----- | ----- |
| Број домаћинстава | 55    | 62    | 66    | 67    | 66    | 67    | 55    |

| Број чланова      | 1 | 2  | 3 | 4  | 5 | 6 | 7 | 8 | 9 | 10 и више | Просек |
| ----------------- | - | -- | - | -- | - | - | - | - | - | --------- | ------ |
| Број домаћинстава | 7 | 18 | 3 | 12 | 6 | 7 | 2 | 0 | 0 | 0         | 3,38   |

| Пол    | Укупно | Неожењен/Неудата | Ожењен/Удата | Удовац/Удовица | Разведен/Разведена | Непознато |
| ------ | ------ | ---------------- | ------------ | -------------- | ------------------ | --------- |
| Мушки  | 77     | 13               | 61           | 2              | 1                  | 0         |
| Женски | 75     | 4                | 60           | 10             | 1                  | 0         |
| УКУПНО | 152    | 17               | 121          | 12             | 2                  | 0         |

| Пол    | Укупно                    | Пољопривреда, лов и шумарство | Рибарство                            | Вађење руде и камена | Прерађивачка индустрија       |
| ------ | ------------------------- | ----------------------------- | ------------------------------------ | -------------------- | ----------------------------- |
| Мушки  | 28                        | 6                             | 1                                    | 0                    | 3                             |
| Женски | 6                         | 3                             | 0                                    | 0                    | 1                             |
| УКУПНО | 34                        | 9                             | 1                                    | 0                    | 4                             |
| Пол    | Производња и снабдевање   | Грађевинарство                | Трговина                             | Хотели и ресторани   | Саобраћај, складиштење и везе |
| Мушки  | 0                         | 1                             | 1                                    | 1                    | 4                             |
| Женски | 0                         | 0                             | 0                                    | 0                    | 0                             |
| УКУПНО | 0                         | 1                             | 1                                    | 1                    | 4                             |
| Пол    | Финансијско посредовање   | Некретнине                    | Државна управа и одбрана             | Образовање           | Здравствени и социјални рад   |
| Мушки  | 0                         | 1                             | 1                                    | 0                    | 1                             |
| Женски | 0                         | 0                             | 0                                    | 0                    | 0                             |
| УКУПНО | 0                         | 1                             | 1                                    | 0                    | 1                             |
| Пол    | Остале услужне активности | Приватна домаћинства          | Екстериторијалне организације и тела | Непознато            | Непознато                     |
| Мушки  | 0                         | 0                             | 0                                    | 8                    | 8                             |
| Женски | 0                         | 0                             | 0                                    | 2                    | 2                             |
| УКУПНО | 0                         | 0                             | 0                                    | 10                   | 10                            |